# 2009 en ingénierie
Cet article présente les faits marquants de l'année 2009 en ingénierie.

## Évènements
Janvier 2009
- Le barrage des Trois Gorges situé sur le Yangzi Jiang est le plus grand barrage hydroélectrique du monde. Mesurant 2 309 mètres de long et 185 mètres de haut, il devrait être utilisé à partir de 2009. Sa production d'électricité est quinze fois plus importante qu'une centrale nucléaire ordinaire.
- Pour la troisième fois en quatre ans, des chercheurs viennent de démontrer que certains certificats électroniques, utilisés dans les transactions informatiques, peuvent être contrefaits, mettant au jour une faille dans le système d'authentification des données sur le Web, ce qui illustre la fragilité de l'économie numérique.
- Selon le FBI, les attaques informatiques représentent le plus grand danger pour les États-Unis après une guerre nucléaire et les armes de destruction massive. La plus grande menace est celle d'une apocalypse cybernétique immense « qui pèse sur notre infrastructure, nos services de renseignement et nos systèmes informatiques ».
- Airbus a réussi le deuxième essai en vol du moteur TP400 de son futur avion de transport militaire A400M. Monté sur un avion Lockheed C-130, il a été testé à sa « puissance maximale ». Le vol a duré 2 h 20 et le moteur « est allé à la puissance maximale pendant quelques minutes pendant le vol ».

Février 2009
- Le groupe internet Google annonce le lancement de la cinquième version de son site de cartographie Google Earth 5.0, qui contient pour principale nouveauté la possibilité d'explorer les fonds sous-marins et de se documenter sur la vie océanique. La fonctionnalité « Océan » permet désormais aux internautes de découvrir, en trois dimensions, « le relief des profondeurs des océans », qui « recouvrent plus de 70 % de la surface de la Terre et sont pourtant encore peu explorés ». « Nous avons travaillé avec plus de 80 organismes scientifiques privés et publics ». « Océan » fournit également aux utilisateurs des informations, des photos et des vidéos sur 20 thèmes, telles que les zones marines protégées, l'observation de l'évolution de la faune ou encore les meilleurs emplacements de surfs dans le monde. Près d'un millier de séquences filmées sont ainsi disponibles, notamment les images des expéditions du commandant Cousteau[1].

Mars 2009
- Selon l'Office allemand pour la sécurité informatique, qui a présenté son rapport annuel à l'occasion du grand salon hi tech CeBIT de Hanovre, la cybercriminalité en Allemagne, qu'il s'agisse d'envoi de courriers électroniques indésirables (spams) ou de piratage d'ordinateurs à distance, a pris une dimension « catastrophique », « la situation est sérieuse, elle est encore plus catastrophique que nous ne le redoutions ». L'Office a constaté une augmentation importante du nombre des spams, et assure être confronté moins à des pirates informatiques isolés qu'à des organisations relevant du crime organisé dont les gains se chiffrant « en milliards d'euros ». Il a aussi appelé dans son rapport à la plus grande prudence concernant les réseaux de sociabilité par Internet du type Facebook, via lesquels des criminels peuvent accéder facilement à des informations privées.
- Microsoft lance officiellement la nouvelle version de son navigateur Internet Explorer 8 censé apporter désormais aux utilisateurs « plus de sécurité », des outils lui signalant des « sites frauduleux » ou lui donnant la possibilité d'effacer toute trace de sa navigation. Avec une part de marché de 67,4 % en février 2009, le navigateur de Microsoft reste le plus utilisé dans le monde, même s'il est en nette perte de vitesse. Son principal concurrent, Firefox, s'est octroyé 21,7 % du marché, tandis que le navigateur Safari d'Apple est monté à 8,02 %. Quant à Chrome, lancé en septembre par Google, il détient 1,15 %.

Avril 2009
- 27 avril : General Electric annonce qu'un de ses laboratoires de recherche a réussi à créer le premier disque à hologramme, permettant de stocker sur une seule rondelle de plastique 100 fois plus d'informations que sur un DVD classique. Ce nouveau disque a la capacité de stocker des données en trois dimensions, alors que les DVD et les disques haute définition Blu-Ray sont simplement gravés en deux dimensions : « Pour le moment, le disque holographique mis au point permet de stocker 500 gigaoctets, contre 5 go pour un DVD classique et 25 go pour un disque haute définition Blu Ray. À terme, l'objectif est d'arriver à 1 000 gigaoctets ».
- 29 avril : Kensuke Gode de l'université de Californie met au point la caméra la plus rapide du monde avec une vitesse d'enregistrement de 6 millions d'images par seconde grâce à des faisceaux lasers.

Mai 2009
- 5 mai : réalisation de la plus petite lampe à incandescence du monde par l'Institut des nano-systèmes de Californie. Elle fait 100 atomes de diamètre.

## Décès
- 11 février : Willem Johan Kolff (né en 1911), médecin américain d'origine néerlandaise, inventeur de l'hémodialyse, pionnier dans le développement des organes artificiels.

- 21 novembre : Konstantin Feoktistov (né en 1926), ingénieur et cosmonaute soviétique.